# Liste der Biografien/Buf
Liste der Biografien |
Portal Biografien |
Personensuche
# |
A |
B |
C |
D |
E |
F |
G |
H |
I |
J |
K |
L |
M |
N |
O |
P |
Q |
R |
S |
T |
U |
V |
W |
X |
Y |
Z |
?
 
Ba |
Be |
Bd |
Bg |
Bh |
Bi |
Bj |
Bl |
Bm |
Bn |
Bo |
Br |
Bs |
Bu |
Bw |
By |
Bz
 
Bua |
Bub |
Buc |
Bud |
Bue |
Buf |
Bug |
Buh |
Bui |
Buj |
Buk |
Bul |
Bum |
Bun |
Buo |
Buq |
Bur |
Bus |
But–Buz
Die Liste der Biografien führt alle Personen auf, die in der deutschsprachigen Wikipedia einen Artikel haben. Dieses ist eine Teilliste mit 99 Einträgen von Personen, deren Namen mit den Buchstaben „Buf“ beginnt.

## Buf

### Bufa
- Bufalini, Paolo (1915–2001), italienischer kommunistischer Politiker, Senator
- Bufalino, Gesualdo (1920–1996), sizilianischer Schriftsteller
- Bufalino, Russell (1903–1994), US-amerikanischer Mobster
- Bufalo, Gaspare del (1786–1837), Gründer der Kongregation der Missionare vom Kostbaren Blut
- Bufanda, Brad (1983–2017), US-amerikanischer Schauspieler
- Bufano, Alfredo (1895–1950), argentinischer Schriftsteller
- Bufanu, Valeria (* 1946), rumänische Hürdenläuferin und Weitspringerin

### Bufe
- Bufe, Albrecht (* 1954), deutscher Pädiater
- Bufé, Eduard (1898–1982), deutscher Künstler und Kunsterzieher
- Bufe, Uwe-Ernst (* 1944), deutscher Manager

### Buff
- Buff, Adolf (1838–1901), deutscher Erzieher und Archivar
- Buff, Charlotte (1753–1828), Vorbild der Lotte in Goethes Werk Die Leiden des jungen WertherCharlotte Buff (1753–1828)

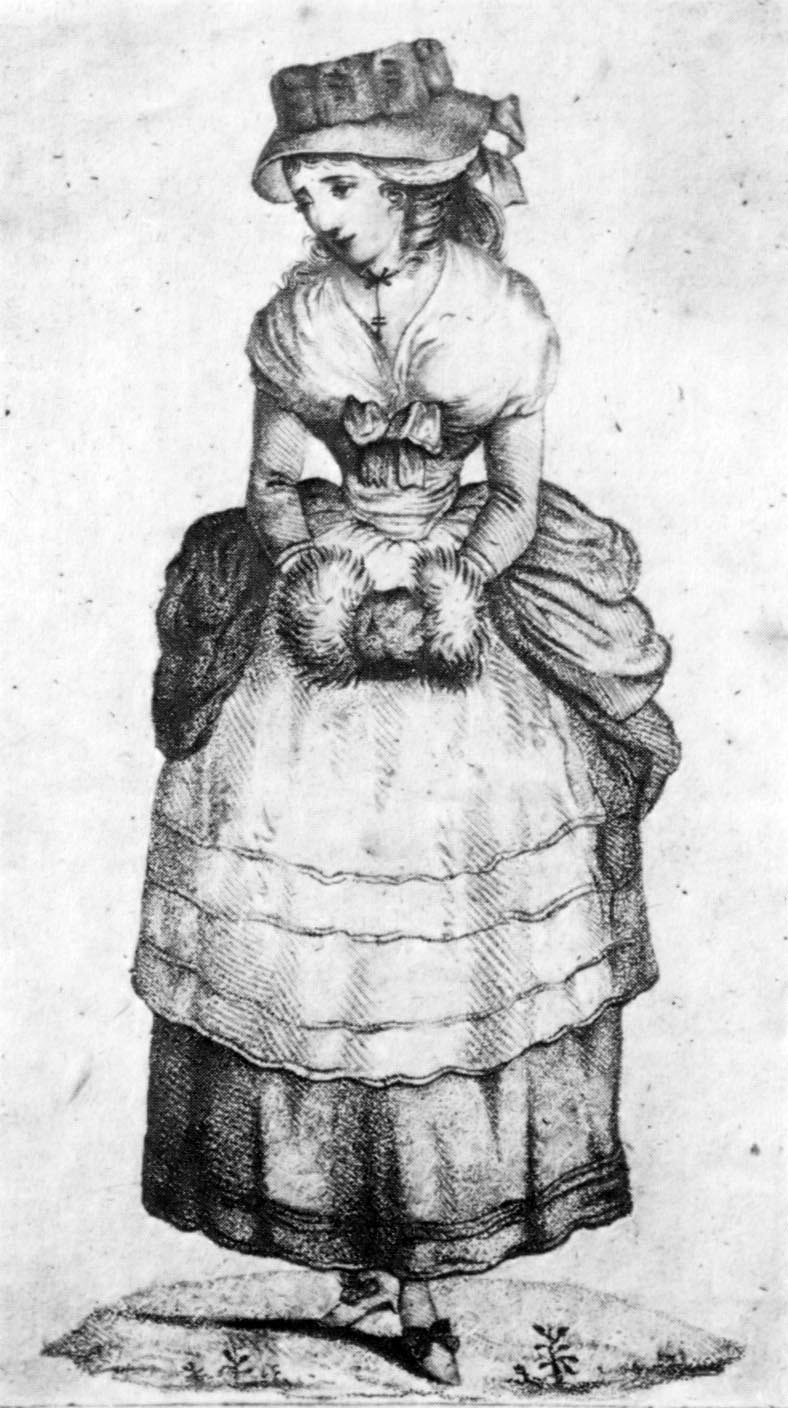
Charlotte Buff (1753–1828)

- Buff, Clemens (1853–1940), deutscher Politiker, MdBB und Bremer Bürgermeister
- Buff, Conrad IV (* 1948), US-amerikanischer Filmeditor
- Buff, Ernst Jakob (1850–1915), Schweizer Unternehmer
- Buff, Ernst Ulrich (1873–1931), Schweizer Kaufmann und Lebensreformer
- Buff, Frank (1924–2009), US-amerikanischer Chemiker
- Buff, Friedrich (1859–1934), deutscher Jurist und Politiker
- Buff, Georg (1804–1890), Landtagsabgeordneter Großherzogtum Hessen
- Buff, Heinrich (1805–1878), deutscher Physiker und Chemiker
- Buff, Heinrich Ludwig (1828–1872), deutscher Hochschullehrer und Chemiker
- Buff, Hugo (1908–1966), Schweizer Redaktor und Kantonspolitiker
- Buff, Johann Friedrich Christoph (1756–1826), deutscher evangelischer Geistlicher
- Buff, Johnny (1888–1955), US-amerikanischer Boxer im Bantamgewicht
- Buff, Karl (1862–1907), deutscher Tenor
- Buff, Karl Friedrich Christian (1820–1891), Bremer Kaufmann, Senator und Bürgermeister
- Büff, Ludwig (1811–1869), deutscher Jurist
- Buff, Ludwig Carl Christian (1787–1859), deutscher Bergbeamter
- Buff, Oliver (* 1992), Schweizer Fußballspieler
- Buff, Paul Conrad (1936–2015), US-amerikanischer Unternehmer
- Buff, Sebastian (1829–1880), Schweizer Maler und Zeichner
- Buff, Ulrich (1704–1772), Schweizer Textilunternehmer
- Buff, Wilhelm (1825–1900), deutscher Richter und Politiker im Großherzogtum Hessen
- Buff, Xavier (* 1971), französischer Mathematiker
- Buffa, Annalisa (* 1973), italienische Mathematikerin
- Buffa, Ernst (1893–1971), deutscher Offizier in der Luftwaffe der Wehrmacht
- Buffa, Ivan (* 1979), slowakischer Komponist, Pianist und Dirigent
- Buffa, Todd (1952–2012), US-amerikanischer Jazzsänger
- Buffalo Bill (1846–1917), US-amerikanischer Bisonjäger und einer der Begründer des modernen Showbusiness
- Buffalo Bull’s Back Fat, Oberkriegshäuptling der Kainai-Indianer
- Buffalo, Norton (1951–2009), US-amerikanischer Bluesmusiker (Mundharmonika)
- Buffard, Alain (1960–2013), französischer Tänzer und Choreograph
- Buffard, Hugo (* 1994), französischer Nordischer Kombinierer
- Buffardi, Gianni (1930–1979), italienischer Filmproduzent und -regisseur
- Buffardin, Pierre-Gabriel (1693–1768), französischer Komponist, Flötenvirtuose und Flötenbauer des Barock
- Buffarini-Guidi, Guido (1895–1945), Rechtsanwalt, Politiker und Innenminister der Italienischen Sozialrepublik
- Buffat, Michaël (* 1979), Schweizer Politiker (SVP)
- Buffaz, Mickaël (* 1979), französischer Radrennfahrer
- Büffel, Lorenz (* 1979), österreichischer Entertainer, Schlagersänger und Interpret von Ballermann-MusikLorenz Büffel (* 1979)

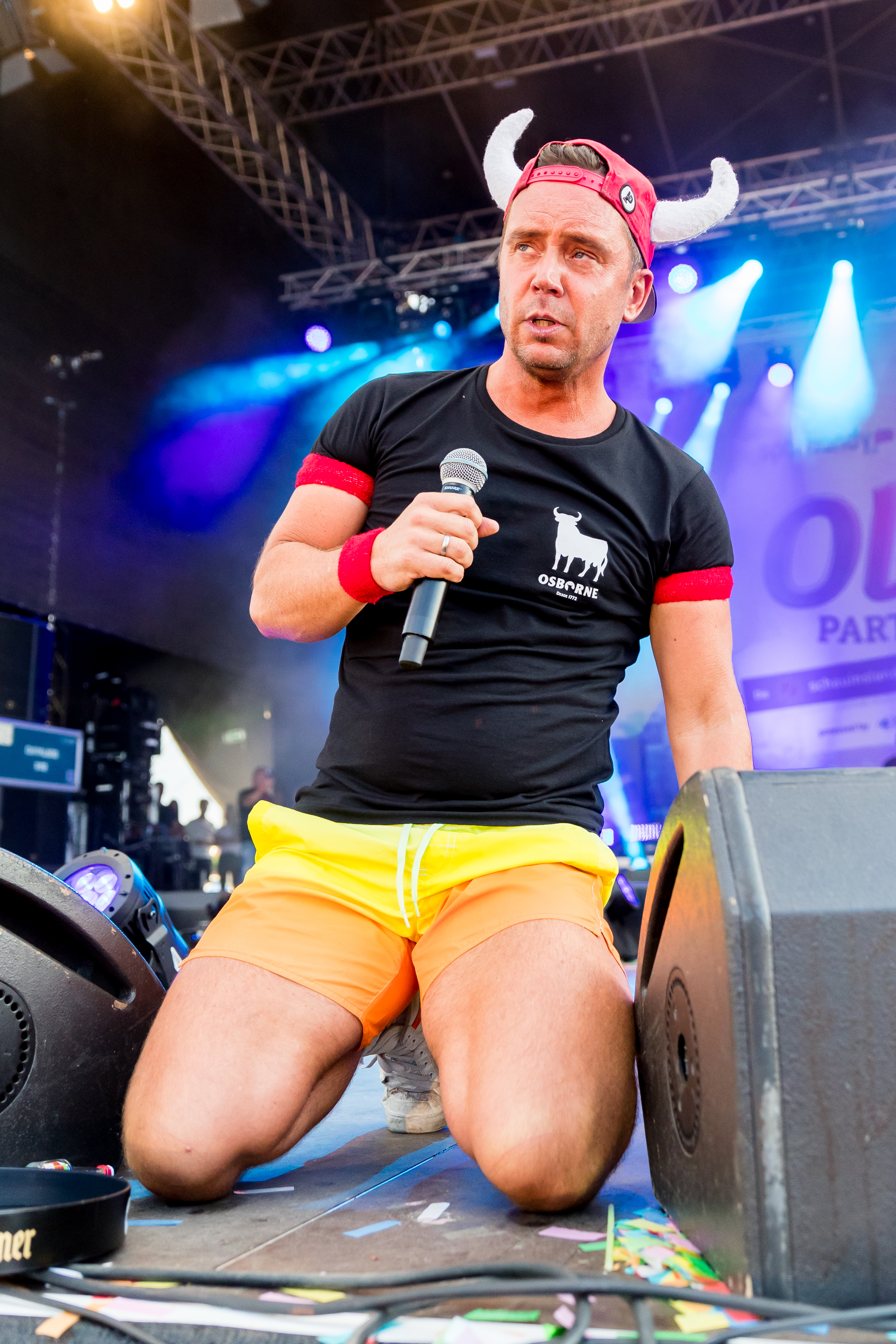
Lorenz Büffel (* 1979)

- Buffel, Thomas (* 1981), belgischer Fußballspieler
- Buffer, Michael (* 1944), US-amerikanischer Entertainer
- Buffet, Bernard (1928–1999), französischer Grafiker und Maler
- Buffet, Cyril (* 1958), französischer Germanist und Historiker
- Buffet, François-Noël (* 1963), französischer Politiker, Senator und Minister für Überseegebiete
- Buffet, Louis-Joseph (1818–1898), französischer Staatsmann und Premierminister (1875–1876)
- Buffet, Marguerite († 1689), französische Grammatikerin, Romanistin und Frauenrechtlerin
- Buffet, Marie-George (* 1949), französische Politikerin, Mitglied der Nationalversammlung
- Buffet, Robin (* 1991), französischer Skirennläufer
- Buffet, Yannick (* 1979), französischer Skibergsteiger
- Buffet-Picabia, Gabrielle (1881–1985), französische Musikerin, Kunstkritikerin und Schriftstellerin
- Buffetaut, Éric (* 1950), französischer Paläontologe
- Buffett, Howard (1903–1964), US-amerikanischer Geschäftsmann und Politiker
- Buffett, Jimmy (1946–2023), US-amerikanischer Country- und Pop-Sänger und Songwriter sowie Buchautor
- Buffett, Warren (* 1930), US-amerikanischer Großinvestor, Unternehmer und MäzenWarren Buffett (* 1930)

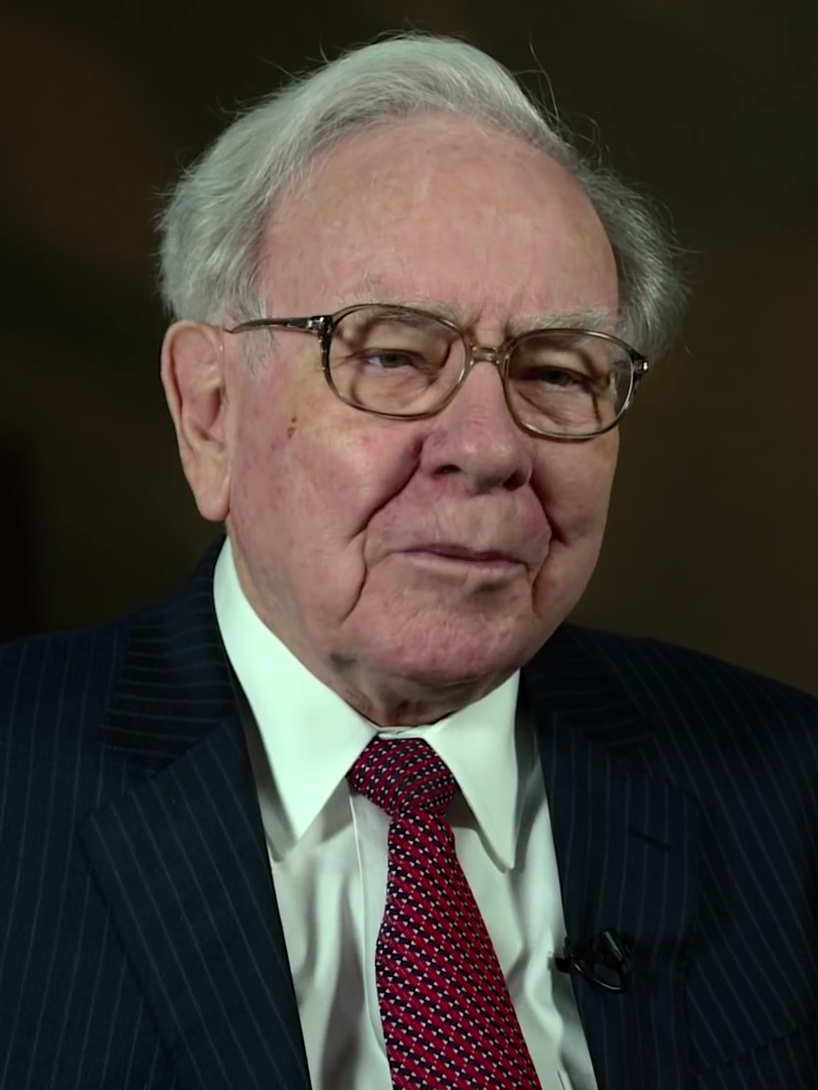
Warren Buffett (* 1930)

- Buffi, Giuseppe (1938–2000), Schweizer Journalist und Politiker (FDP)
- Buffier, Claude (1661–1737), französischer Philosoph, Historiker und Jesuit
- Buffière, Maurice (1934–2021), französischer Basketballspieler
- Buffington, Jimmy (1922–1981), amerikanischer Jazz-Waldhornist
- Buffington, Joseph (1803–1872), US-amerikanischer Politiker
- Buffini, Damon (* 1962), englischer Geschäftsmann
- Buffini, Moira (* 1965), britische Dramatikerin und Drehbuchschreiberin
- Buffinton, James (1817–1875), US-amerikanischer Politiker
- Buffon, Georges-Louis Leclerc de (1707–1788), französischer Naturforscher
- Buffon, Gianluigi (* 1978), italienischer FußballtorhüterGianluigi Buffon (* 1978)

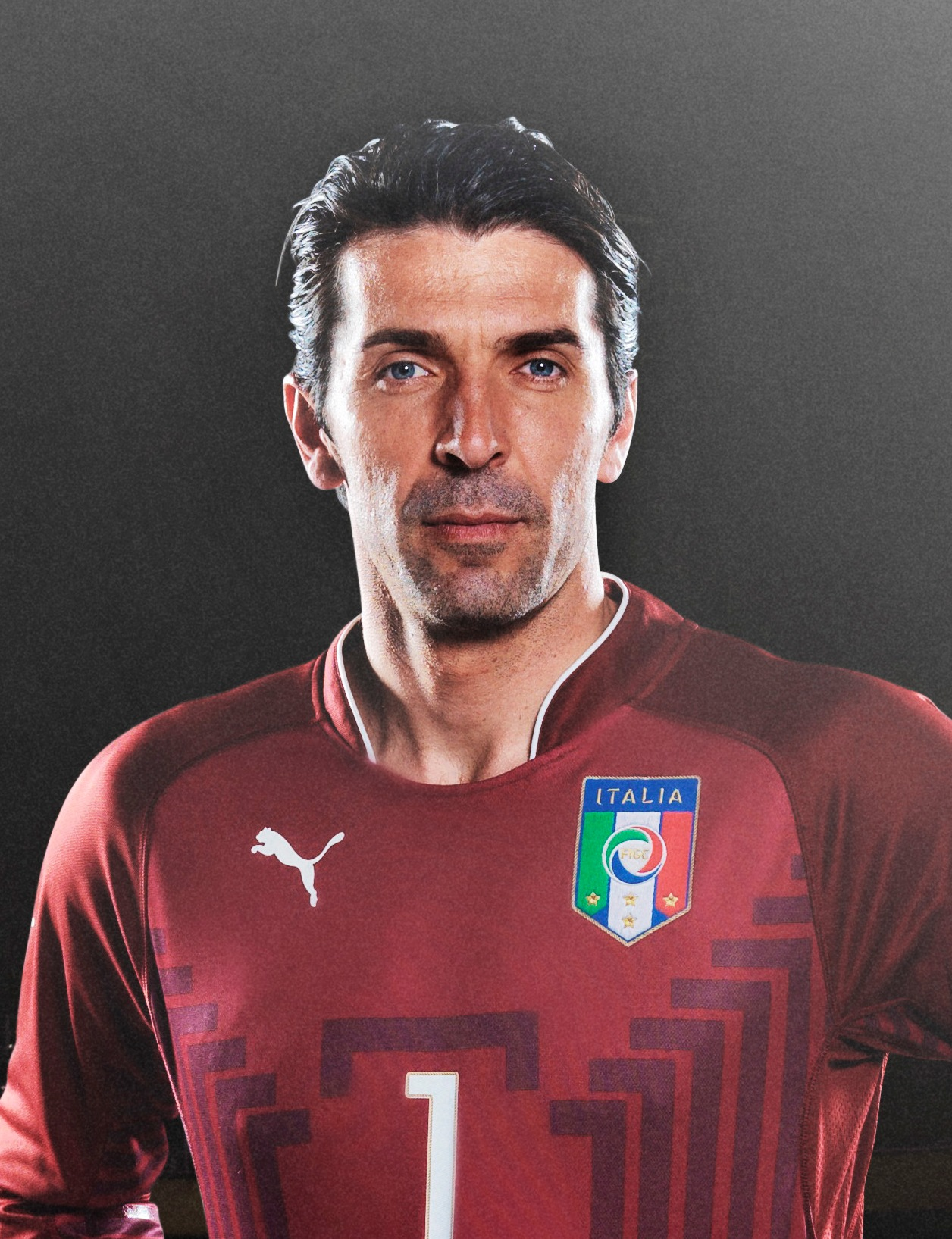
Gianluigi Buffon (* 1978)

- Buffon, Guendalina (* 1973), italienische Volleyballspielerin
- Buffon, Lorenzo (* 1929), italienischer Fußballtorhüter
- Buffon, Louis (* 2007), tschechisch-italienischer Fußballspieler
- Buffonge, DJ (* 1998), englischer Fußballspieler
- Buffoni, Felipe, uruguayischer Fußballspieler
- Buffulini, Ada (1912–1991), italienische Antifaschistin und Widerstandskämpferin
- Buffum Chandler, Dorothy (1901–1997), US-amerikanische Verlegerin, Kunstmäzenin und Sammlerin
- Buffum, David H. (1895–1941), US-amerikanischer Diplomat, Konsul in Leipzig (1934–1940)
- Buffum, Geoff (* 1976), US-amerikanischer American-Football-Trainer und -Spieler
- Buffum, Joseph (1784–1874), US-amerikanischer Politiker
- Buffum, William B. (1921–2012), US-amerikanischer Diplomat, Botschafter im Libanon, Assistant Secretary of State sowie UN-Untergeneralsekretär
- Buffy, Barbara (* 1979), deutsche Opernsängerin (Mezzosopran)

### Bufi
- Bufi Landi, Aldo (1923–2016), italienischer Schauspieler
- Bufi, Ylli (* 1948), albanischer Premierminister

### Bufl
- Bufler, Georg (1878–1950), deutscher Baumeister und Bauunternehmer

### Bufm
- Bufman, Zev (1930–2020), israelisch-amerikanischer Theaterproduzent

### Bufo
- Bufoni, Letícia (* 1993), brasilianische Skateboarderin
- Buford, Abraham (1820–1884), Brigadegeneral der Konföderierten im Sezessionskrieg
- Buford, Bill (* 1954), US-amerikanischer Schriftsteller und Journalist
- Buford, George (1929–2011), US-amerikanischer Blues-Musiker
- Buford, John (1826–1863), US-amerikanischer Nordstaaten-GeneralJohn Buford (1826–1863)

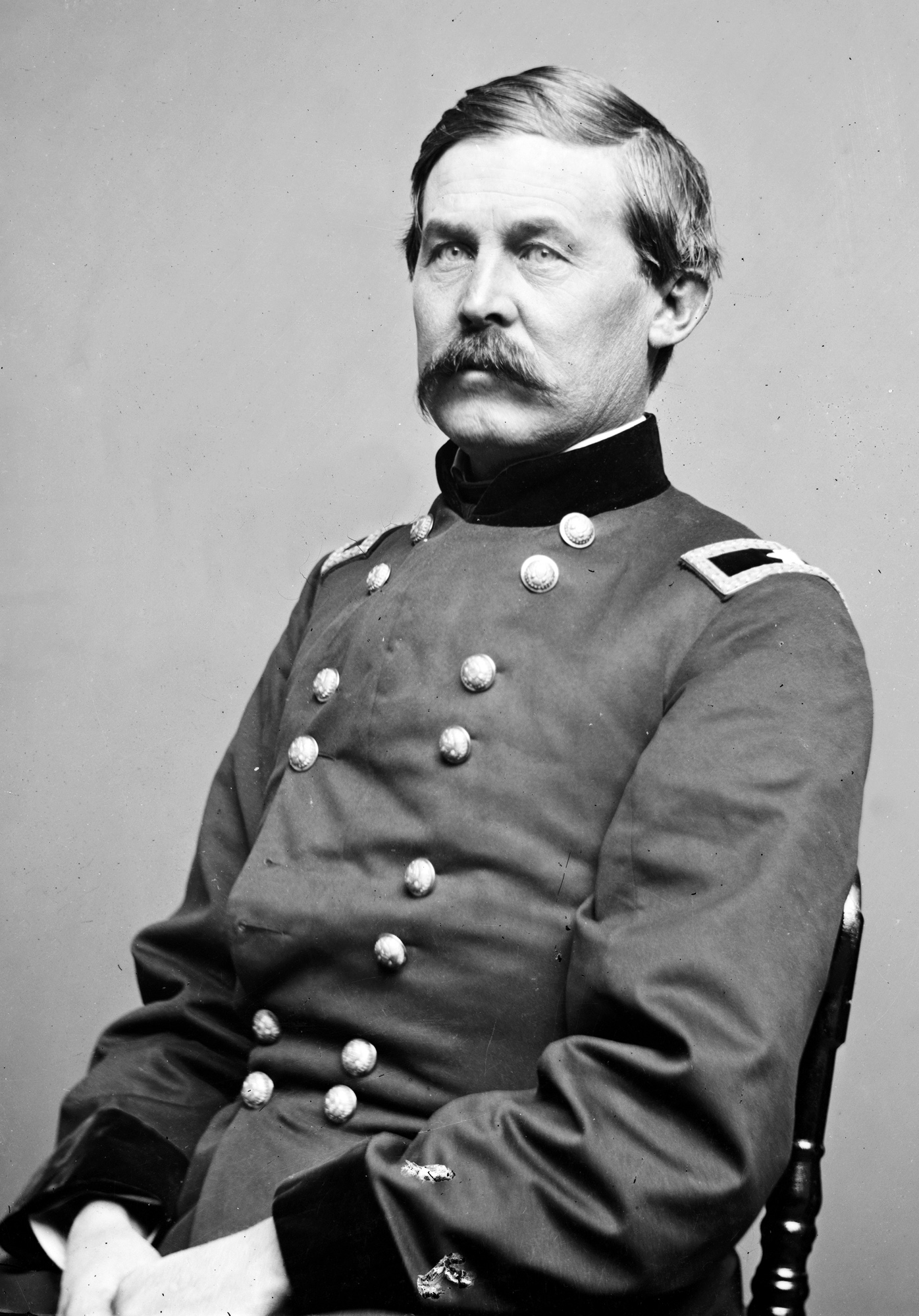
John Buford (1826–1863)

- Buford-Bailey, Tonja (* 1970), US-amerikanische Hürdenläuferin
- Buforn, Paulina (* 1997), spanische Handballspielerin

### Buft
- Bufton, John (* 1962), britischer Politiker (UKIP), MdEP
- Bufton, Sydney (1908–1993), britischer Luftwaffenoffizier